# Lancia Thema (2011)
Lancia Thema – samochód osobowy klasy średniej-wyższej produkowany przez włoską markę Lancia w latach 2011 – 2014.

## Historia i opis modelu

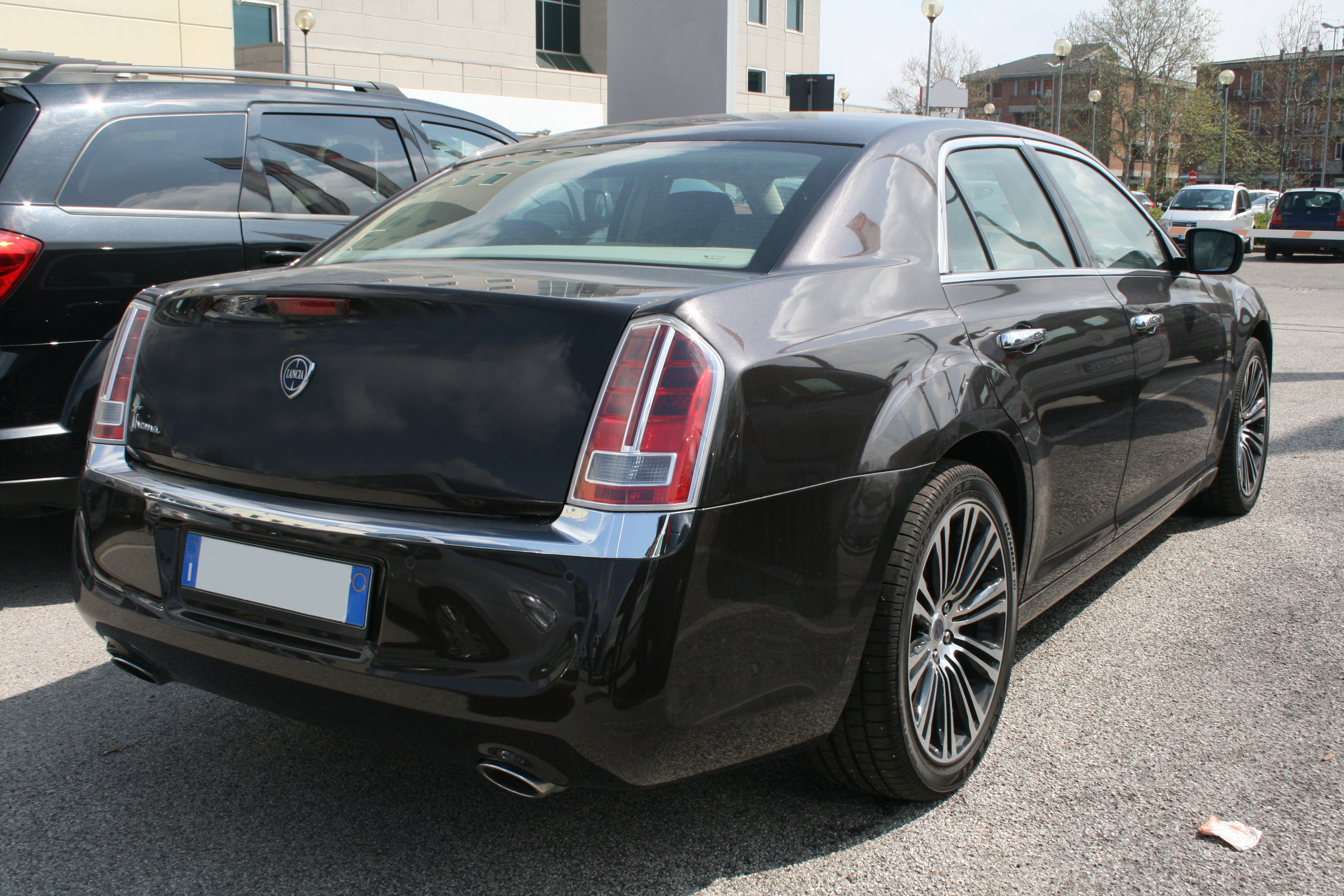
Lancia Thema - tył

Samochód po raz pierwszy został zaprezentowany na Targach Motoryzacyjnych w Genewie w marcu 2011 roku. Pojazd bazuje na amerykańskim Chryslerze 300 i jest jego odpowiednikiem w krajach europejskich (oprócz Wielkiej Brytanii). Silnik benzynowy był produkowany przez Chryslera, natomiast silniki Diesla przez włoską firmę VM Motori, która w połowie należy do Fiata. Przy produkcji tego modelu po raz pierwszy od zakończenia produkcji modelu 037 w 1983 roku Lancia zastosowała napęd na tylne koła. Samochód trafił do sprzedaży na europejskich rynkach w październiku 2011 roku.
Produkcja modelu została zakończona w październiku 2014 roku bez przewidzianego następcy, bowiem gama Lancii jest stopniowo okrajana wyłącznie do modelu Ypsilon.

### Wyposażenie[3]
- Platinum
- Executive

Standardowe wyposażenie podstawowej wersji Platinum obejmuje m.in. 7 poduszek powietrznych, systemy ABS z ESP, tempomat, elektrycznie regulowane pedały, wentylowane fotele przednie, skórzaną tapicerkę, skórzane obszycie gałki zmiany biegów, przyciemniane atermiczne szyby, system bezkluczykowego uruchamiania i otwierania pojazdu, elektrycznie składane i podgrzewane lusterka boczne, elektrycznie sterowane szyby przednie i tylne, elektrycznie sterowane rolety okienne, podgrzewane fotele przednie i tylne, elektrycznie regulowane fotele przednie, elektrycznie regulowaną kierownicę (w dwóch płaszczyznach), wycieraczki z czujnikiem deszczu, podgrzewane koło kierownicy, reflektory biksenonowe, światła do jazdy dziennej LED, światła przeciwmgielne, 18 calowe alufelgi, radio z 6 głośnikami o mocy 276 wat i system nawigacji satelitarnej GPS z dotykowym ekranem 8,4 cala.
Bogatsza wersja Executive dodatkowo wyposażona jest w m.in. aktywny tempomat, deskę rozdzielczą pokrytą skórą, kierownicę obszytą skórą, system monitorowania martwego pola, system ostrzegania o kolizji czołowej, kamerę cofania i radio o mocy 506 watów (9 głośników z subwooferem).
Opcjonalnie auto wyposażyć można było dodatkowo w m.in. lakier metalizowany, system nagłośnienia Harman Kardon (18 głośników + subwoofer), panoramiczne okno dachowe, koło dojazdowe i 20 calowe alufelgi.

### Silniki[4]
Do napędu samochodu zastosowano silnik benzynowy Pentastar V6 konstrukcji Chrysler Group. Rozwija moc 286 KM przy 6.350 obr./min. a jego maksymalny moment obrotowy wynosi 340 Nm przy 4.650 obr./min., natomiast emisja CO2 wynosi 219 g/km (zużycie paliwa w cyklu mieszanym: 9,4 l/100 km). Tak wyposażona Thema może osiągnąć prędkość maksymalną 240 km/godz. i przyspiesza od 0 do 100 km/godz. w 7,7 sekundy. Wynik ten zawdzięcza również automatycznej skrzyni biegów o 8 przełożeniach zaprojektowanej przez firmę ZF.
Dostępne są także produkowane przez VM Motori, a skonstruowane we współpracy z Fiat Powertrain silniki Diesla wytwarzające moc odpowiednio 190 KM lub 239 KM przy 4000 obr/min i współpracujące z pięciostopniową przekładnią automatyczną. Silnik o mocy 239 KM rozwija moment maksymalny 550 Nm w zakresie 1800-2800 obr/min, a silnik 190-konny - moment 440 Nm w zakresie 1600-2800 obr/min. Emisja CO2 obu jednostek wynosi 185 g/km, a zużycie paliwa w cyklu mieszanym nie przekracza 7,1 l/100 km. Tak wyposażona Thema może rozwijać prędkość maksymalną 230 km/godz. i przyspiesza od 0 do 100 km/godz. w ciągu 7,8 sekundy (239 KM) i rozwija prędkość maksymalną 220 km/godz. oraz przyspiesza od 0 do 100 km/godz. w ciągu 9,7 sekundy (190 KM).